# Флоридски мореуз
Флоридски мореуз или пролаз је мореуз који се налази између полуострва Флорида, острва Куба и Бахамских острва. Повезује Мексички залив и Атлантски океан. Дуг је 480km, а широк просечно 150km. Кроз мореуз тече Голфска струја која се у почетном делу назива Флоридска струја. Важан је за повезивање великих лука на југу Сједињених Америчких Држава (Њу Орлеанс, Хјустон) са лукама на атлантском приморју (Њујорк).
Саобраћај кроз мореуз, почевши од шпанских флота, је увек био тежак и значајан. До деветнаестог века, овим регионом је пловило мноштво пиратских бродова.

## Флоридска струја
Флоридски мореуз је подручје у коме се пружа Флоридска струја која се сматра почетком система Голфске струје. Тече источно од Мексичког залива средњом брзином од 6.5km до 9.5km на сат. Потиче из Карипског мора. Тече према северу, дуж источне обале Флориде и храни Голфску струју.
Носи око 25.000.000m3 воде по секунди. Салинитет јој је низак, а температура у просеку изнад 6.5°C. Појаву Флоридске струје забележио је шпански истраживач Ponce de Leon када је 1513. године први пловио кроз Флоридски залив и открио Флориду. Најјача је у јулу, а најслабија у октобру.

## Природна богатства

### Нафта и гас
Значајна налазишта нафте и природног гаса лоцирана су на простору Флоридског мореуза, посебно у близини обалског подручја Кубе, Бахамских острва и Флориде. У државним водама јужно од Флориде избушено је пет бушотина од 1947. до 1962. и три у току 1960. и 1961. године. Право на експлоатисање подељено је између Кубе и Сједињених Америчких Држава споразумом из 1977. године.

#### Куба
Куба поседује 3 нафтна поља 5km од своје северне обале. Према проценама Америчког геолошког института басен северно од Кубе поседује 870.000.000 m3 неоткривене нафте и још већу количину природног гаса и то на простору у непосредној близини обале. Шпанска нафтна компанија Repsol-YPF наишла је на налазиште нафте при копању бушотина у Кубанским водама 2004. године.
Куба потписује споразум са бразилском нафтном компанијом Петробрас омогућивши јој копање нафте и гаса у дубоким водама око северне обале Кубе. Право на експлоатацију нафте на овим просторима добила је и руска компанија Zarubezhneft потписивањем споразума са Русијом 2009. године.

#### Бахаме
Године 2009. дошло је до уједињења компанија са Фолкландских острва и из Норвешке у процесу формирања бушотина нафте у бахамским водама северно од Кубе и југоисточно од Флориде.

## Главни туристички центри
Воде Флоридског мореуза запљускују обале Кубе, Бахама и Флориде на којима су смештени веома значајни туристички центри.
Флоридски архипелаг сачињава низ од 1700 острва која се настављају на јужну обалу Флориде и представљају најјужнији континентални део Сједињених Америчких Држава. Простиру се дуж Флоридског мореуза раздвајајући Атлантски океан на истоку од Мексичког залива на западу.
Мајами је други највећи град на Флориди смештен у њеном југоисточном делу. Захваљујући свом положају на самој обали коју запљускују воде Флоридског мореуза, лука Мајамија има велики саобраћајни значај, а истовремено је и центар ноћног провода, шопинга, уживања, раскошних плажа и забаве.
Хавана је главни град Кубе. Њен положај на самом контакту обале и Флоридског мореуза је имао велики значај кроз историју. Била је важна трговачка лука и главни град шпанске колоније Кубе, те обилује барокном архитектуром из колонијалне епохе.
Андрос представља архипелаг мањих бахамских острва, који се политички сматра засебним острвом и веће је од осталих 700 Бахамских острва заједно. Овај део Флоридског мореуза који запљускује обале Андроса обилује широким спектром биљних и животињских врста, што Андрос чини центром екотуризма на Бахамским острвима.
Велика Бахама је четврто по величини острво на Бахамама. Посебно је препознатљиво по једном од најдужих подводних пећинских система на свету, приступачном за рониоце.